# Sergei Gerasimov
Sergei Appolinarievich Gerasimov (em russo, Серге́й Апполина́риевич Гера́симов; vila de Koundravy, perto de Tcheliabinsk, 3 de junho de 1906 — Moscou, 26 de novembro de 1985) foi um cineasta e roteirista russo.